# Ligne Devèze
La Ligne ou Mur Devèze est le nom donné à un ensemble de petits abris fortifiés ou fortins, communément appelés abris Devèze, érigés entre 1933 et 1935, à proximité de la frontière orientale de la Belgique. L'objectif majeur du dispositif était de retarder, sinon de contenir, une éventuelle invasion allemande.
Cet ensemble de casemates assez standardisées porte officieusement le nom du ministre de la Défense nationale de l'époque, Albert Devèze, qui a eu l'initiative de leur construction. Au moment de l'invasion allemande du 10 mai 1940, la plupart des abris Devèze étaient inoccupés à cause de changements stratégiques.

## Histoire

### Contexte d'avant-guerre et construction
La vision du ministre Devèze était de mettre en place en Ardenne belge, étendue au sud par la Lorraine belge et au nord par l'Entre-Vesdre-et-Meuse, un système robuste et permanent de résistance à l'envahisseur. Les régions frontalières devaient résister autant que possible, en attendant un renfort de la France alliée.
Ce plan de défense stratégique a été largement contesté à l'époque. En effet, une grosse partie de l'État Major ne souhaitait pas d'action militaire en avant, c'est-à-dire à l'Est, des forts de la Meuse. D'autres voyaient dans ces constructions une première ligne de défense légère à l'avant d'un dispositif beaucoup plus important, soutenant un scénario de repli sur la Meuse dans le cas d'une incursion de l'ennemi.
Les abris construits au nord de l'Amblève formaient une position avancée pour la Position fortifiée de Liège et étaient tenus par les Cyclistes Frontière. Les fortins au sud de l'Amblève constituaient des points d'appui pour les effectifs du régiment des Chasseurs ardennais fraîchement mis en place et répartis en trois détachements dans les casernes d'Arlon, de Bastogne et de Vielsalm.
Ces fortins sont délaissés dès la fin du mandat de Devèze. La Belgique opte alors pour la neutralité et choisit de construire une série de postes d'alerte directement à proximité de la frontière Est.

### Combats du10 mai 1940
La plupart des abris Devèze étaient inoccupés lors de l'invasion allemande du 10 mai 1940.
Les abris de Martelange et de Chabrehez  sont toutefois cités dans les combats qui se sont tenus aux premières heures de l'offensive allemande.

### Après-guerre
Un grand nombre de fortins Devèze, désaffectés, sont revendus par l'État belge dès la fin des années 1940.

### Vestiges
Construits en béton armé, bon nombre des fortins sont encore présents actuellement. Beaucoup sont difficilement repérables, cachés sous le couvert d'un bosquet ou dissimulés au détour d'une route ou d'un carrefour. La population locale en ignore souvent l'existence.
La plupart de ces ouvrages sont en proie à l'usure du temps et certains d'entre eux sont dans un état de délabrement préoccupant.
Ces constructions militaires étant souvent considérées comme disgracieuses, quelques abris ont été détruits dans le cadre de projets de constructions immobilières. Parfois, ils ont simplement été enfouis dans le sol.
D'autres ont été reconvertis en abris agricoles mais la plupart sont actuellement sans affectation.

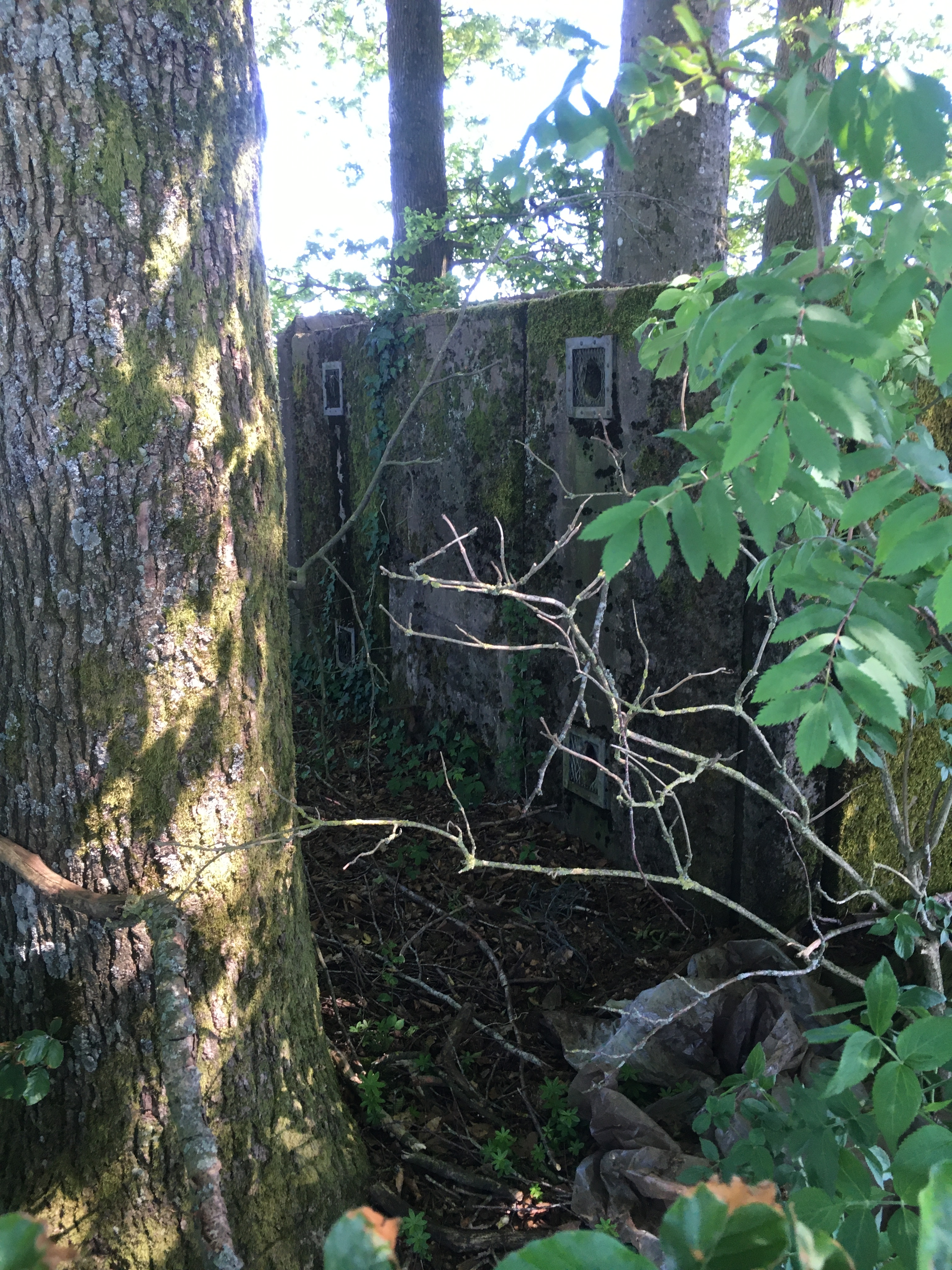
Abri situé dans un bosquet.
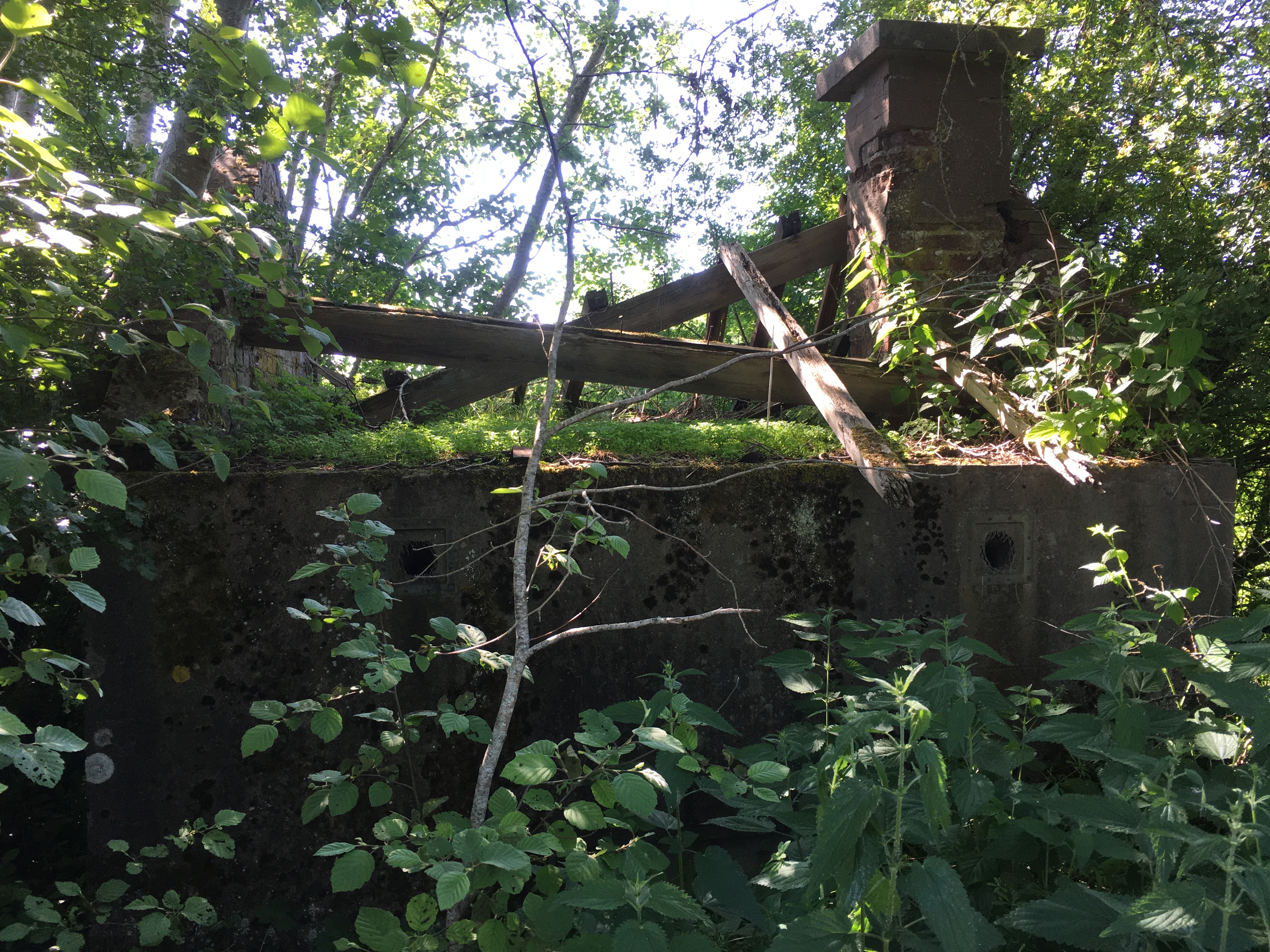
Abri  avec toit dégradé.
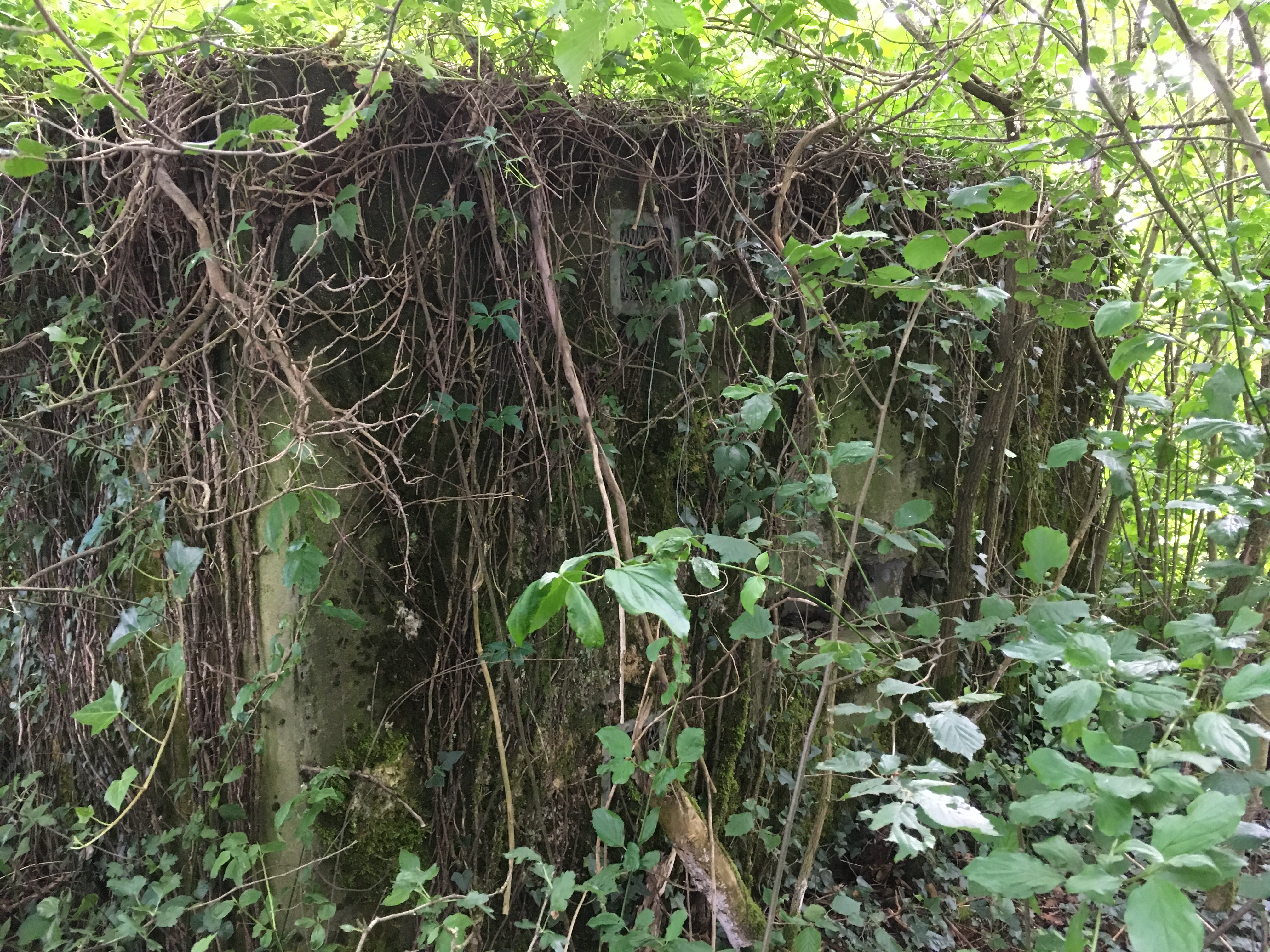
Abri enseveli sous la végétation.
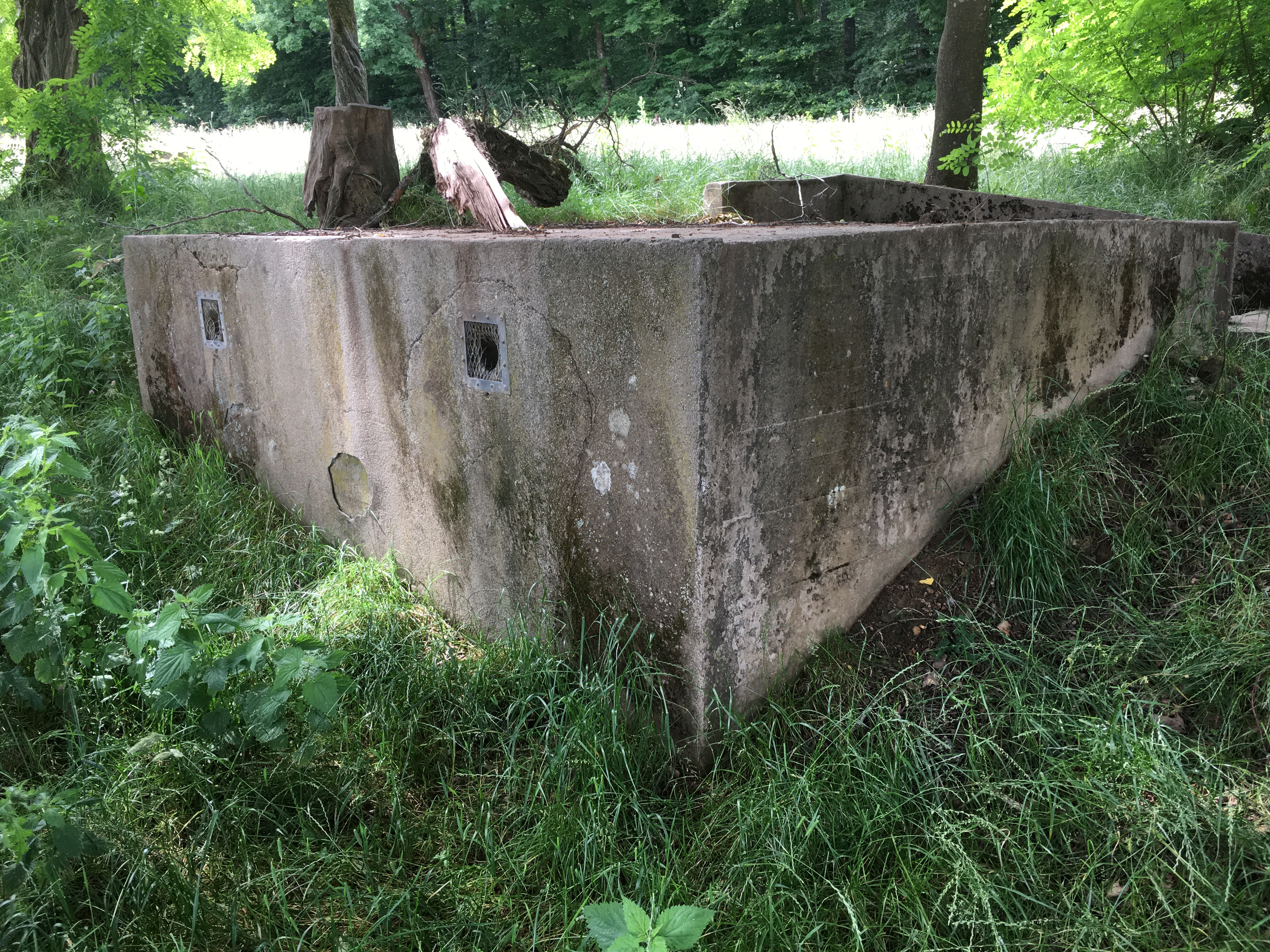
Abri dégagé

### Mise en valeur et mémoriaux
Des initiatives ponctuelles émanant de communes, de maisons du tourisme ou de bénévoles ont cependant permis de remettre en valeur quelques fortins, comme monuments du souvenir des combats de la Seconde Guerre mondiale ou simplement comme composants du patrimoine historique militaire de la Belgique.
- À Bastogne, un des fortins Devèze bénéficie d'une renommée particulière. Il s'agit du bunker Boggess situé sur la route reliant Assenois[6]. Il porte le nom du lieutenant américain Charles Boggess. Celui-ci commandait la colonne de chars qui atteignit la première Bastogne au soir du 26 décembre 1944, rompant ainsi l'encerclement de la ville assiégée.

- En 2010, le fortin situé à la Baraque de Fraiture est déplacé pour la seconde fois[7] et se trouve aujourd'hui à Bihain dans le « Jardin du Souvenir », musée de la 83e division d’infanterie américaine[8]. Il a été couvert en 2017 de morceaux de miroirs[9],[10].

- En 2014, un fortin situé au cœur de la localité de Trois-Ponts, bénéficie de travaux de rénovation. Une plaque commémorative y a été apposée en souvenir de cinq soldats de l'entité décédés le 10 mai 1940. Une cérémonie d'hommage leur était rendue le 10 mai 2016[11].

- A Houffalize, le «Circuit des fortins» est inauguré le 23 juin 2016, il se limite aux deux vestiges les plus proches de la localité. Ceux-ci sont débroussaillés et parés d'un panneau explicatif quadrilingue[12].

- En 2020, à Habay, un projet de mise en valeur du fortin du parc du Châtelet a été concrétisé[13],[14].

- A l'entrée du chemin conduisant au fortin de Chabrehez fut érigé un monument en mémoire des Chasseurs Ardennais tombés le 10 mai 1940 en arrêtant durant plusieurs heures la 7e Panzerdivision dirigé par Rommel[15],[16],[4].

## Caractéristiques

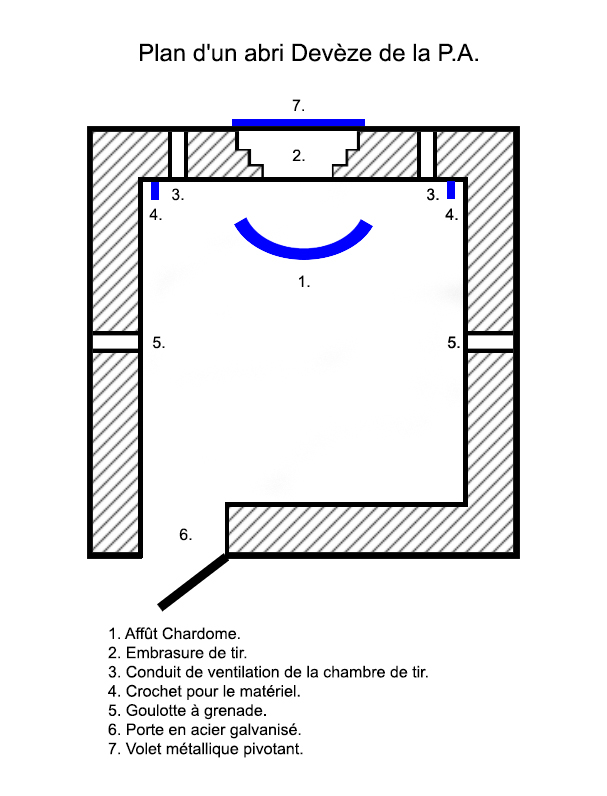
Plan d'un abri du modèle A.

L'abri Devèze est une petite casemate cubique en béton armé. Chaque ouvrage correspond à un plan type avec toutefois quelques variantes selon la disposition de l'accès ou la finition extérieure.
Les dimensions de l'abri sont de 3,25 m sur 3,30 m. Les murs ont 40 à 60 cm d'épaisseur. L'abri a été conçu pour résister à un canon de 77 mm.
L'abri est composé d'une seule pièce, la chambre de tir, qui pouvait être occupée par trois ou quatre hommes. Une embrasure unique, protégée par un volet métallique, est prévue sur la face frontale pour permettre l'emploi d'une mitrailleuse ou d'un fusil-mitrailleur. Des encoches sont présentes dans la dalle inférieure afin de pouvoir y placer un affût Chardome, du nom de l'officier des chasseurs ardennais qui développa cet affût, adapté pour la mitrailleuse Maxim 08/15 pourvue de son affût-traîneau ou d'un FM Mle 30.
Sur la face de l'embrasure sont également disposés quatre conduits de ventilation pour la chambre de tir, ils sont protégés par des grilles métalliques.
Le plafond de la chambre de tir est constitué de tôles ondulées supportées par une poutre transversale. C'est sur ces éléments en acier qu'est coulée la dalle supérieure de l'abri.
Selon l'emplacement de l'abri, l'accès à la chambre de tir est aménagé sur la face opposée de l'embrasure ou bien sur un des côtés latéraux. Cet accès était fermé par une porte métallique cadenassée.

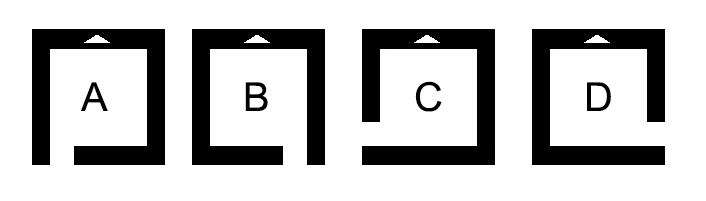
Les différents modèles des abris de la P.A.

Une large dalle en béton est aménagée devant la porte pour permettre à celle-ci de s'ouvrir aisément. La dalle d'entrée est en général précédée d'une ou de plusieurs marches ou bien d'un escalier muré construit en fonction du terrain.
Sur certains abris, on retrouve aussi des goulottes lance-grenades sur les côtés latéraux.
La face de l'embrasure munie de ses grilles de ventilation donne à l'abri Devèze un style caractéristique.

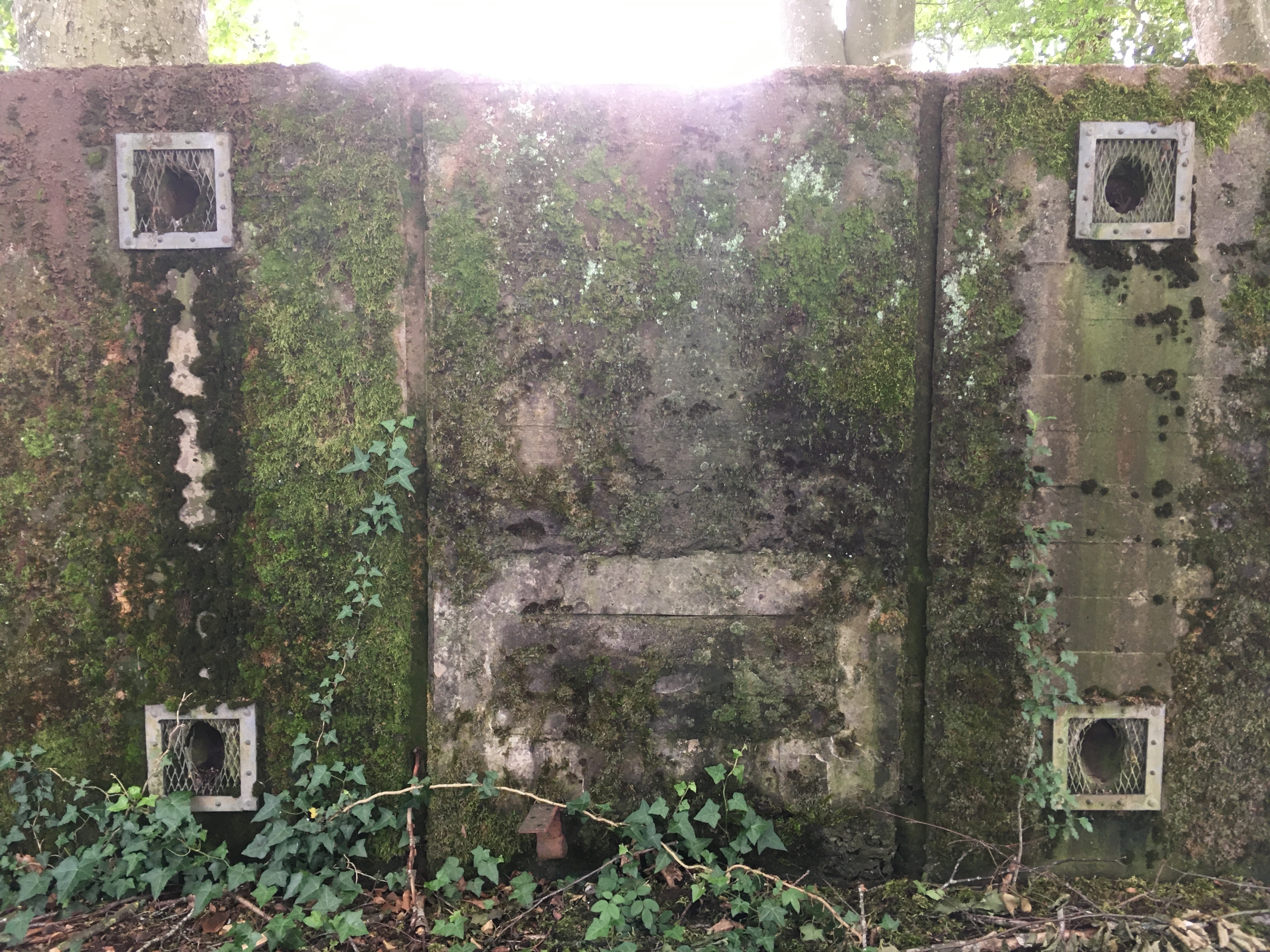
Face frontale dont l'embrasure a été obturée.
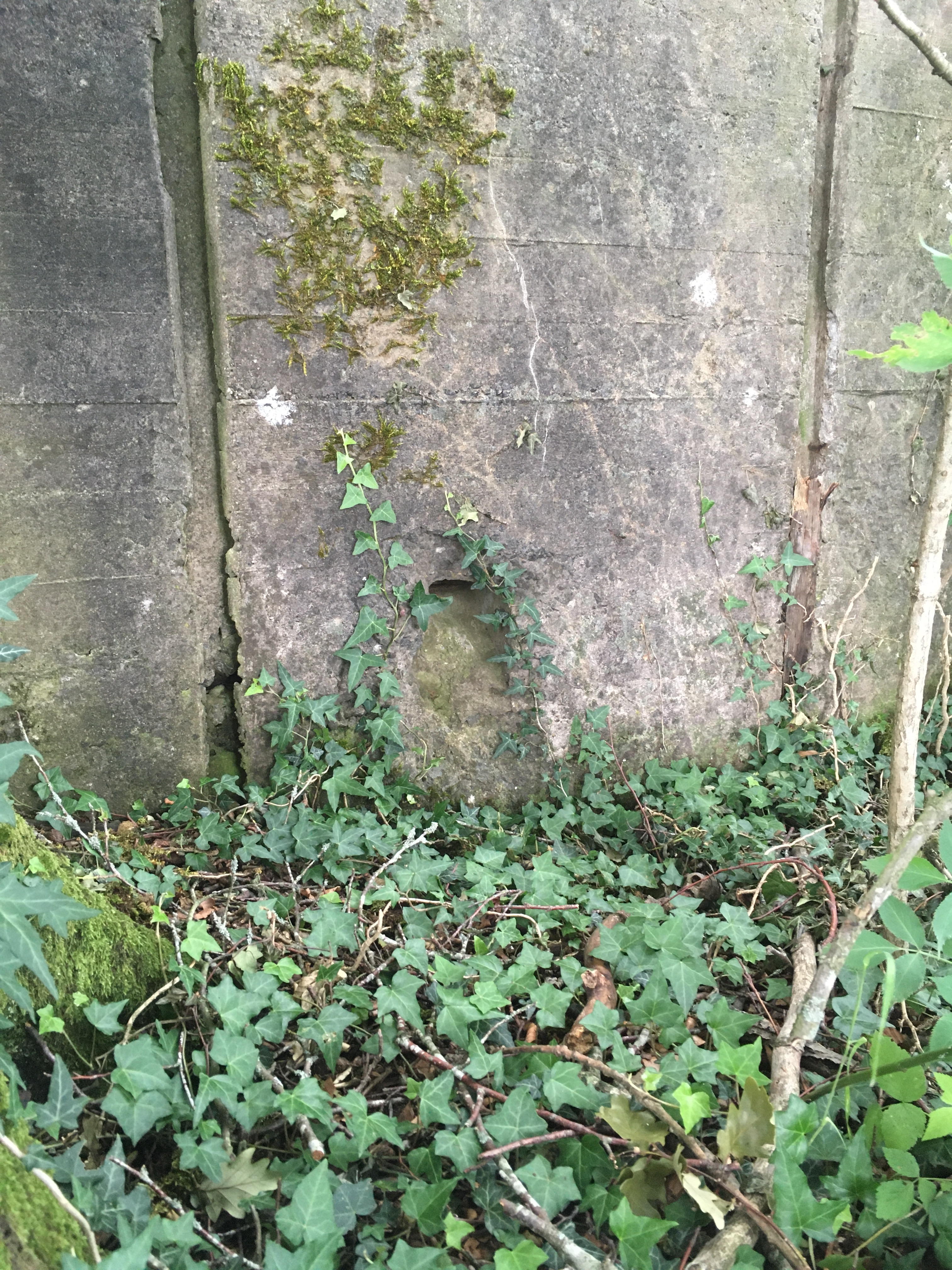
Face latérale munie d'une goulotte lance-grenades.
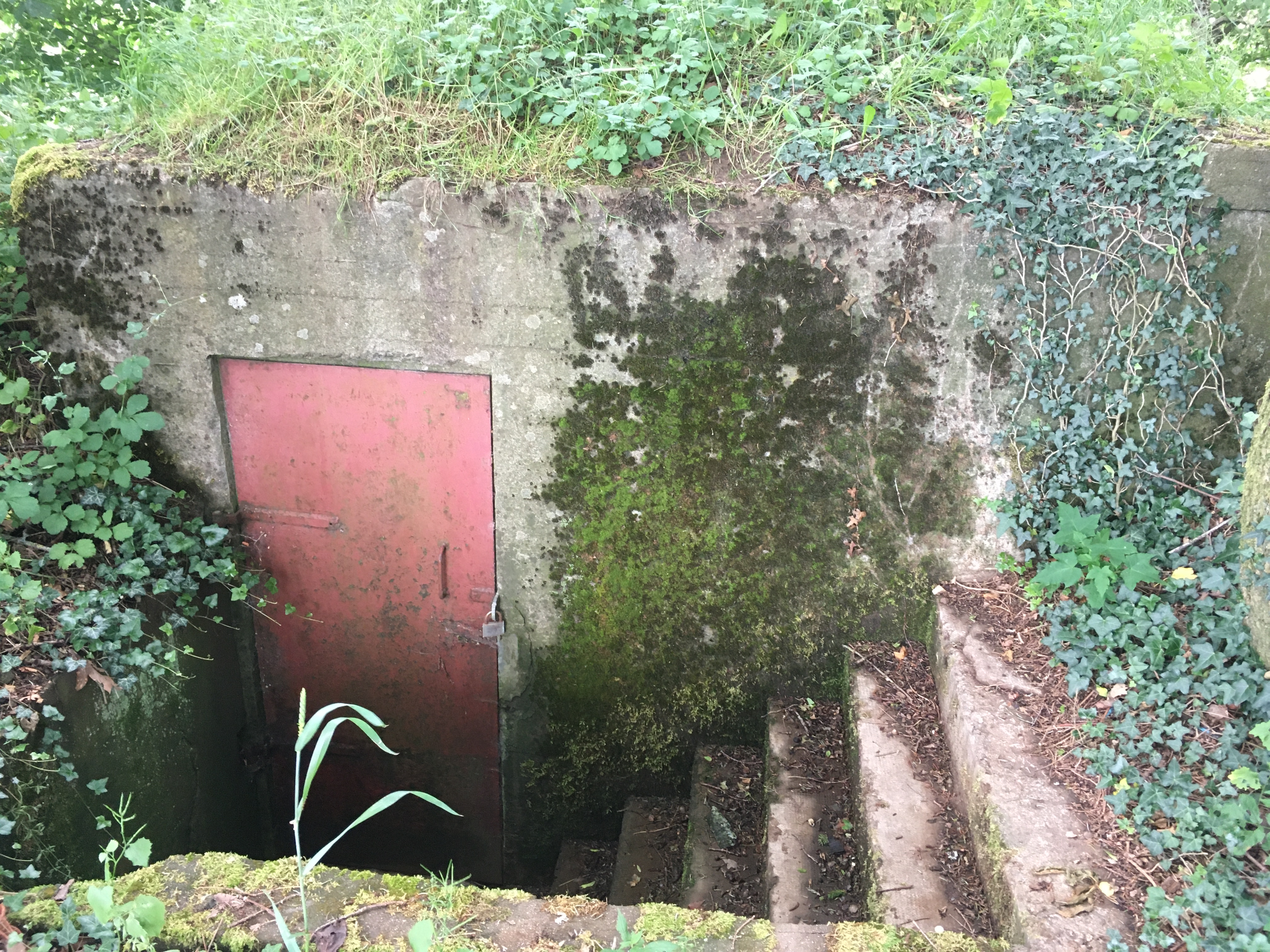
Porte métallique d'accès à la chambre de tir.
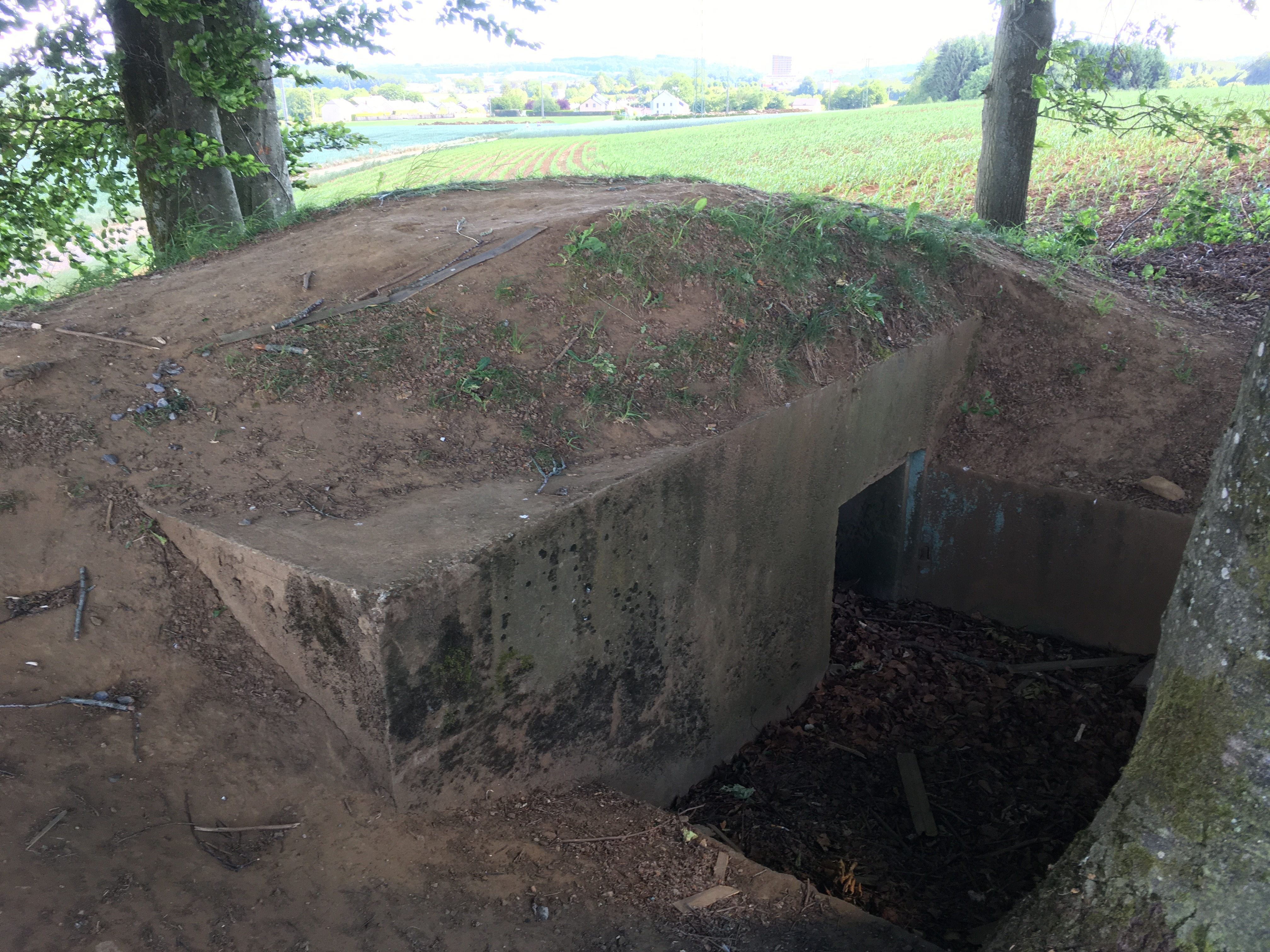
Abri emmotté.

## Localisation et répartition géographique

### Localisation
Chaque ouvrage a été disposé à un endroit stratégique en tirant le meilleur parti de la topographie, ce qui limitait aussi les travaux de mise en œuvre.
Quelques fortins ont également été prévus pour couvrir la destruction d'infrastructures clés, comme les ponts, sur les axes de pénétration permettant de ralentir la progression de l'ennemi.
On retrouve des fortins situés sur des hauteurs disposant d'une vue étendue, d'autres à proximité de voies routières ou ferrées, certains encore le long d'une rivière dans une vallée encaissée. Les abris peuvent être dissimulés à proximité d'une habitation, camouflés sous un couvert végétal, ou parfois partiellement emmottés.

### Centres de résistance
Les abris Devèze sont en général regroupés, chaque groupe formant un centre de résistance.
En fonction des particularités géographiques locales, on retrouve des abris à l'intérieur, à la périphérie ou bien à l'écart des villages et agglomérations. Certaines localités ont été littéralement ceinturées de fortins : vingt-huit autour de la ville d'Arlon, douze pour le seul village d'Henri-Chapelle.
Au sein d'un centre de résistance, les ouvrages ne sont pas disposés pour se couvrir mutuellement via leur embrasure. Par contre, depuis l'extérieur, ils sont souvent à portée de vue l'un de l'autre mais on ne peut toutefois pas en établir une règle générale.

### Répartition géographique
L'ensemble des abris Devèze regroupés en centres de résistance forme un dispositif plus ou moins continu le long de la région frontalière est, dans les provinces de Liège et de Luxembourg.
Aucun ouvrage n'a été construit dans les Cantons de l'Est même si ces territoires étaient officiellement la Belgique depuis plusieurs années.  Les fortins les plus avancés, ceux de Beho, celui de Poteau etc., sont situés sur l'ancienne frontière d'avant 1914. 

### Nombre
L'armée n'a jamais publié le nombre et l'emplacement précis des abris. Ceux-ci sont toutefois généralement connus localement. Des historiens et passionnés en ont fait des relevés mais aujourd'hui encore les chiffres divergent. On trouve le nombre de 330 fortins ici, et là de 375. Selon le lieutenant-colonel André Bikar, chef du service historique des forces armées belges, il y avait 388 fortins dont 322  défendus par le régiment des Chasseurs ardennais au sud de l'Amblève et 66 au nord de cette rivière tenus par les Cyclistes Frontière.